# Międzynarodowa Federacja Futbolu Stołowego
Międzynarodowa Federacja Futbolu Stołowego (ang. International Table Soccer Federation, skrót ITSF) – międzynarodowa organizacja pozarządowa, zrzeszająca 65 narodowych federacji futbolu stołowego.

## Historia
Federacja utworzona w 2002 roku we Francji która zajmuje się promocją i popularyzacją futbolu stołowego. ITSF dokonuje wyboru oficjalnych stołów do gry które spełniają standardy międzynarodowej rywalizacji.
Pięć oficjalnych stołów jest aktualnie produkowanych przez firmy Bonzini, Garlando, Roberto Sport, Tornado, oraz Leonhart.
Dodatkowo ITSF uznaje stoły produkowane przez firmy Warrior, Fireball oraz Rosengart – jako odpowiednie do rywalizacji na szczeblu krajowym.

## Aktualni członkowie
Od 2010 roku, ITSF zrzesza 65 państw:

- Algieria
- Argentyna
- Australia
- Austria
- Bahrajn
- Belgia
- Boliwia
- Brazylia
- Bułgaria
- Chiny
- Chorwacja
- Czechy
- Dania
- Egipt
- Estonia
- Finlandia
- Francja
- Gruzja
- Ghana
- Holandia
- Hongkong
- Indie
- Iran
- Irlandia
- Izrael
- Japonia
- Korea Południowa
- Kamerun
- Kanada
- Kostaryka
- Łotwa
- Litwa
- Luksemburg
- Malezja
- Malta
- Meksyk
- Mongolia
- Maroko
- Niemcy
- Nigeria
- Norwegia
- Pakistan
- Peru
- Polska
- Portugalia
- Republika Środkowoafrykańska
- Południowa Afryka
- Rumunia
- Rosja
- Senegal
- Słowacja
- Słowenia
- Hiszpania
- Szwajcaria
- Tajwan
- Tajlandia
- Turcja
- Ukraina
- Stany Zjednoczone
- Wielka Brytania
- Włochy
- Węgry
- Wybrzeże Kości Słoniowej
- Zimbabwe
- Zjednoczone Emiraty Arabskie

## Turnieje
Organizacją turniejów zajmują się związki krajowe, zrzeszone w federacji, która obejmuje je swoim patronatem i dba o zachowanie międzynarodowych standardów. Liczba turniejów organizowanych pod nazwą ITSF jest ściśle kontrolowana dla każdego z krajów członkowskich. Ranga każdego turnieju jest przyznawana po uwzględnieniu liczby zawodników biorących udział oraz puli nagród pieniężnych.
Sama federacja organizuje tylko dwa najbardziej prestiżowe turnieje. Są to Mistrzostwa Świata na wszystkich oficjalnych stołach równocześnie (tzw. Multitable) oraz Turniej Mistrzów (ITSF Masters) które odbywają się raz w roku. Żeby zagrać w Mistrzostwach Świata trzeba wygrać (bądź zająć bardzo wysokie miejsce w klasyfikacji końcowej) w jednych z pięciu oficjalnych Mistrzostw Świata (każde są rozgrywane na stole innego producenta) lub zająć wysokie miejsce w rankingu prowadzonym przez ITSF. Punkty rankingowe można zdobyć grając w wielu innych, mniejszych turniejach, które spełniają kryteria ITSF. Zdobycie mistrzostwa swojego kraju również kwalifikuje do udziału w Mistrzostwach Świata.